# Savitri Devi

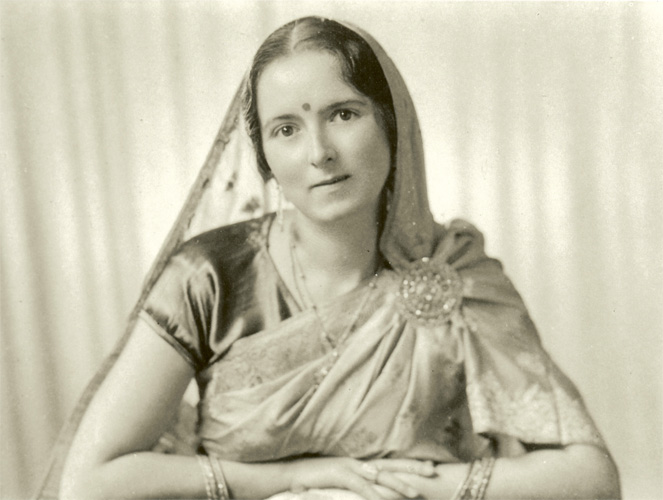
Savitri Devi w 1937 roku

Savitri Devi, właśc. Savitri Devi Mukherji (ur. 30 września 1905 w Lyonie jako Maximiani Julia Portas, zm. 22 października 1982) – grecka faszystka sympatyzująca z nazizmem, służyła jako szpieg państwom Osi w Indiach. W latach 60. XX wieku była czołową członkinią neonazistowskiego podziemia.
Savitri była zwolenniczką syntezy hinduizmu i nazizmu, głosząc, że Adolf Hitler był awatarem hinduistycznego boga Wisznu. Przedstawiała Hitlera jako ofiarę dla ludzkości, mającą doprowadzić do końca Kalijugi, która jej zdaniem została wywołana przez Żydów – tych postrzegała jako siły zła.
Jej pisma wpłynęły na neonazizm i nazistowski okultyzm. Odrzucając judaizm i chrześcijaństwo, wierzyła w formę panteistycznego monizmu. W ramach neonazizmu promowała okultyzm, ekologię i ruch New Age, a współcześnie inspiruje ruchy alt-right. Miała również wpływ na chilijskiego dyplomatę Miguela Serrano. W 1982 roku Franco Freda opublikował niemieckie tłumaczenie jej pracy Gold in the Furnace, a czwarty tom jego corocznego przeglądu Risguardo (1980–), został poświęcony Savitri Devi jako „misjonarce aryjskiego pogaństwa”.
Savitri była w latach powojennych współpracowniczką Françoise Dior, Otto Skorzeny'ego, Johanna von Leersa i Hans-Ulricha Rudela. Była też jednym z członków założycieli Światowego Związku Narodowych Socjalistów.

## Życiorys

### Wczesne życie
Devi urodziła się jako Maximiani Julia Portas w 1905 roku w Lyonie, będąc córką Maxima Portasa, obywatela Francji greckiego pochodzenia i Julii Portas, Angielki włoskiego pochodzenia. Maximiani urodziła się dwa i pół miesiąca przedwcześnie, ważąc zaledwie 930 gramów, początkowo nie spodziewano się, że przeżyje. Wcześnie ukształtowała swoje poglądy polityczne. Od dzieciństwa do końca życia była zagorzałą orędowniczką praw zwierząt. Jej najwcześniejsze powiązania polityczne dotyczyły greckiego nacjonalizmu.
Portas studiowała filozofię i chemię, uzyskując dwa tytuły magistra i doktorat z filozofii na uniwersytecie w Lyonie. Następnie udała się do Grecji i badała legendarne ruiny. Tam zapoznała się z odkryciem swastyk w Anatolii przez Heinricha Schliemanna. Doszła do wniosku, że starożytni Grecy byli pochodzenia aryjskiego.

### Nazizm
Na początku 1928 roku zrzekła się obywatelstwa francuskiego i przyjęła obywatelstwo greckie. Dołączając do pielgrzymki do Palestyny podczas Wielkiego postu stwierdziła, że jest nazistką.
W 1932 roku udała się do Indii w poszukiwaniu żywej pogańskiej kultury aryjskiej, wierząc, że ten kraj reprezentuje „najlepszą segregację rasową”. Formalnie wyznając hinduizm przyjęła imię Savitri Devi, co oznacza „Bogini promieni słonecznych” w Sanskrycie. Została orędowniczką przeciwko judaizmowi i chrześcijaństwu, napisała broszurę w której zadeklarowała swoje poparcie dla hinduskiego nacjonalizmu niepodległości oraz wzywała do oporu przeciwko rozpowszechnianiu chrześcijaństwa i islamu w Indiach. W latach 30. rozpowszechniała propagandę na rzecz późniejszych państw Osi i angażowała się w zbieranie informacji wywiadowczych na temat Brytyjczyków w Indiach. Twierdziła, że podczas II wojny światowej umożliwiła Subhasie Czandra Bosemu kontakt z przedstawicielami Cesarstwa Japonii.

### II wojna światowa

Savitri Devi w 1945 roku

Podczas II wojny światowej powiązania Devi z mocarstwami Osi doprowadziły ją do konfliktu z jej matką, która służyła we francuskim ruchu oporu podczas niemieckiej okupacji Francji. W 1940 roku Devi poślubiła Asitę Krishna Mukherjiego, bengalskiego bramina o nazistowskich poglądach, który redagował proniemiecką gazetę New Mercury. W 1941 roku Devi postrzegała alianckie wsparcie wojskowe dla Grecji przeciwko siłom włoskim i niemieckim jako inwazję na Grecję. Devi i Mukherji kontynuowali zbieranie informacji wywiadowczych na rzecz Osi. Obejmowało to zabawianie alianckiego personelu, co dawało Devi i Mukerjiemu okazję do zadawania im pytań na tematy wojskowe. Zebrane przez nich informacje zostały przekazane japońskim urzędnikom wywiadu, a japońskie wojsko uznało je za przydatne podczas ataków na alianckie bazy lotnicze i jednostki wojskowe.

### Neonazistowska działalność
Po zakończeniu II wojny światowej, pod koniec 1945 roku wyjechała do Europy pod nazwiskiem Savitri Devi Mukherji jako żona brytyjskiego poddanego z Indii, z brytyjskim paszportem indyjskim. Na krótko zatrzymała się w Anglii, następnie odwiedziła matkę we Francji, z którą pokłóciła się o jej poparcie dla francuskiego ruchu oporu, a następnie udała się do Islandii, gdzie była świadkiem erupcji Hekli 5-6 kwietnia 1947 roku. Na krótko wróciła do Anglii, a następnie udała się do Szwecji, gdzie poznała Svena Hedina.
15 czerwca 1948 roku wsiadła na pokład pociągu Nord Express i udała się z Danii do Niemiec, gdzie rozdała tysiące odręcznie robionych ulotek w których zachęcała Niemców do trzymania się narodowo socjalistycznej ideologii.
5 kwietnia 1949 została osądzona w Düsseldorfie za propagowanie nazistowskich idei na terytorium Niemiec i skazana na dwa lata pozbawienia wolności. Odsiedziała osiem miesięcy w więzieniu, gdzie zaprzyjaźniła się z innymi więźniami nazistowskimi i byłymi członkami SS. Po odsiedzeniu wyroku została wydalona z Niemiec, udała się wtedy do Lyonu.
W kwietniu 1953 roku uzyskała grecki paszport na swoje panieńskie nazwisko, aby ponownie wjechać do Niemiec, a kiedy tam była udała się na „pielgrzymkę” do, jak to nazywała, „nazistowskich świętych miejsc”. Poleciała z Aten do Rzymu, a następnie udała się koleją przez przełęcz Brenner do Niemiec. Odwiedziła wiele miejsc, które były znaczące w życiu Adolfa Hitlera i historii partii NSDAP, a także zobaczyła niemieckie pomniki nacjonalistyczne i pogańskie.
Devi zaprzyjaźniła się z Hansem-Ulrichem Rudelem. Dzięki jego znajomościom udało jej się poznać wielu nazistowskich emigrantów w Hiszpanii i na Bliskim Wschodzie, zanim wróciła do swojego domu w Nowym Delhi, zatrzymując się w Bejrucie, Bagdadzie, Teheranie i Zahedanie. W 1961 roku zatrzymała się u Otto Skorzeny'ego w Madrycie.
Savitri podjęła pracę jako nauczycielka we Francji w latach 60., spędzając letnie wakacje z przyjaciółmi w Berchtesgaden. Wiosną 1961 roku, podczas wielkanocnych wakacji w Londynie dowiedziała się o istnieniu oryginalnej Brytyjskiej Partii Narodowej (nie mylić z Brytyjską Partią Narodową utworzoną w 1982 roku). Grupa ta powstała po II wojnie światowej, kiedy garstka byłych członków Brytyjskiej Unii Faszystów przyjęła jej nazwę. Poznała przewodniczącego BNP Andrew Fountaine'a. Rozpoczynając korespondencję z Colinem Jordanem, stała się oddaną zwolenniczką brytyjskiej grupy National Socialist Movement.
W sierpniu 1962 roku Savitri uczestniczyła w międzynarodowej konferencji nazistowskiej w Gloucestershire, a także była założycielką-sygnatariuszką Porozumienia z Costwold, które ustanowiło Światową Unię Narodowych Socjalistów. Na tej konferencji poznała George'a Lincolna Rockwella, który zrobił na niej duże wrażenie. Kiedy Rockwell został liderem Światowej Unii Narodowych Socjalistów mianował Williama Luther Pierce'a redaktorem jego nowego magazynu National Socialist World. W magazynie ukazywały się przedruki z tekstów Devi.
Po przejściu na emeryturę w 1970 roku Satrivi spędziła dziewięć miesięcy w normandzkim domu swojej bliskiej przyjaciółki Françoise Dior, pracując nad tekstem o swoich wspomnieniach. Choć początkowo była mile widziana, jej irytujące osobiste nawyki zaczęły zakłócać życie na plebanii (np. nie brała kąpieli podczas pobytu i nieustannie żuła czosnek). Doszła do wniosku, że jej emerytura będzie znacznie lepsza w Indiach i zachęcona przez Dior, poleciała z Paryża do Mumbaju 23 czerwca 1971 roku. W sierpniu przeniosła się do Nowego Delhi, gdzie mieszkała samotnie z kilkoma kotami i co najmniej jedną kobrą.
Savitri kontynuowała korespondencję z entuzjastami nazizmu w Europie i obu Amerykach, w szczególności z Colinem Jordanem, Johnem Tyndallem, Matthiasem Koehlem, Miguelem Serrano, Einarem Åbergem i Ernstem Zündelem. Była pierwszą osobą, która powiedziała Zündelowi o swoim przekonaniu negującym Holocaust; zaproponował jej serię wywiadów, które zostały przeprowadzone w listopadzie 1978 roku.

### Aktywizm na rzecz praw zwierząt
Devi była działaczką na rzecz praw zwierząt, a także wegetarianką od najmłodszych lat, a w swoich pracach wyrażała również poglądy ekologiczne. W 1959 roku napisała w Indiach książkę The Impeachment of Man, w której wyraziła swoje poglądy na temat praw zwierząt i przyrody. Według niej istoty ludzkie nie stoją ponad zwierzętami; w jej ekologicznych poglądach ludzie są częścią ekosystemu, w związku z czym powinni szanować całe życie, w tym zwierzęta i całą przyrodę.
Zawsze miała radykalne poglądy na temat wegetarianizmu i uważała, że ludzie, którzy nie szanują natury lub zwierząt powinni zostać straceni. Uważała również, że wiwisekcja, cyrki, ubój i przemysł futrzarski nie są przejawami cywilizowanego społeczeństwa.

### Śmierć
Pod koniec lat 70. rozwinęła się u niej zaćma, w wyniku czego jej wzrok szybko się pogarszał. Myriam Hirn, urzędniczka z francuskiej ambasady w Indiach, opiekowała się nią, regularnie odwiedzając ją w domu. Zdecydowała się opuścić Indie, wracając do Niemiec, by zamieszkać w Bawarii w 1981 roku, a następnie ponownie przenieść się do Francji w 1982 roku.
Satrivi ostatecznie zmarła w 1982 roku we wsi Sible Hedingham w Essex w domu przyjaciela. Przyczyną jej śmierci był atak serca i zakrzepica naczyń wieńcowych. Przed śmiercią planowała udać się na wykład w Stanach Zjednoczonych na zaproszenie Matthiasa Koehla. Prochy Devi zostały wysłane do siedziby Amerykańskiej Partii Nazistowskiej w Arlington w Wirginii, gdzie rzekomo zostały umieszczone obok prochów George'a Lincolna Rockwella w „nazistowskiej sali honorowej”.